# Zapytaj taty
Zapytaj taty (czes. Zeptej se táty) – powieść czeskiego pisarza Jana Balabána z 2010. Była ostatnim dziełem autora i ukazała się już po jego śmierci. W 2010 uzyskała nagrodę Magnesia Litera w kategorii Książka Roku, a także pierwsze miejsce w ankiecie Lidovych novin oraz tytuł Książki Roku przyznawany przez tygodnik Respekt. W Polsce ukazała się w 2013 w tłumaczeniu Olgi Czernikow.
Powieść opisuje losy trójki rodzeństwa (Katarzyny, Hansa i Emila), która układa sobie życie w nowych warunkach, po śmierci bardzo kochanego ojca (Jana). Wszyscy troje są dorośli i próbują od nowa zrozumieć życie z pozycji dziecka swego ojca, który był bardzo lubiany wśród znajomych i współpracowników za profesjonalizm i wzorową postawę moralną. Rzecz dzieje się w Czechosłowacji w skomplikowanych etycznie czasach komunizmu. Postawione jest pytanie co należy zrobić z miłością do danej osoby w sytuacji, kiedy jej zabraknie. Historia przedstawiona w powieści jest wielopoziomowa - wspomnienia przeplatają się z legendami, dialogami i wewnętrznymi monologami.